# Siltzheim
Siltzheim (deutsch Silzheim) ist eine französische Gemeinde mit 620 Einwohnern (Stand 1. Januar 2021) im Département Bas-Rhin in der Europäischen Gebietskörperschaft Elsass und in der Region Grand Est.

## Lage
Siltzheim ist die nördlichste Gemeinde des Krummen Elsass und liegt sechs Kilometer südlich von Sarreguemines.
Die südliche Nachbargemeinde ist Herbitzheim. Im Norden, Osten und Westen grenzt Siltzheim an das Arrondissement Sarreguemines, Département Moselle.
Siltzheim ist die einzige Gemeinde in der Communauté d’agglomération Sarreguemines Confluences, die im Département Bas-Rhin liegt.

## Geschichte
Silzheim gehörte zur Grafschaft Saarwerden.

## Bevölkerungsentwicklung
| Jahr      | 1962 | 1968 | 1975 | 1982 | 1990 | 1999 | 2007 | 2012 | 2014 |
| Einwohner | 459  | 481  | 505  | 538  | 551  | 582  | 621  | 650  | 648  |